# François Kerdoncuff
François Kerdoncuff, né le 26 février 1954 à Paris et mort le 12 septembre 2024 à Saint-Porchaire, est un pianiste français.

## Biographie
François Kerdoncuff naît le 26 février 1954 à Paris.
Il étudie le piano avec Nadia Tagrine à la Schola Cantorum avant d'entrer au Conservatoire national supérieur de musique de Paris, où il est élève de Vlado Perlemuter. Il y obtient son 1er prix de piano en 1969.
En 1979, Kerdoncuff est lauréat d'un 3e prix au Concours international Long-Thibaud, puis d'un 4e prix au Concours de Tokyo.
Comme interprète, son répertoire comprend Bach, Beethoven et Ravel, principalement, mais également des compositeurs moins courus. Il enregistre plusieurs disques pour le label Timpani.
En parallèle, François Kerdoncuff est directeur du Conservatoire Camille Saint-Saëns à Paris (8e arrondissement de Paris) entre 2005 et 2016,.
Il meurt le 12 septembre 2024 à Saint-Porchaire des suites d'une maladie qui l'avait tenu éloigné de la scène depuis plusieurs années.

## Discographie
Discographie de François Kerdoncuff, :
- Wilhelm Furtwängler, Sonate Pour Violon & Piano Nº 2, avec Alexis Galperine, Timpani, 1989
- Johannes Brahms, Sonate N° 3 Op.5, 4 Ballades Op.10, Timpani, 1991
- Johannes Brahms, Sonate N° 1 Op.1, Sonate N° 2 Op. 2, Scherzo Op. 4, Timpani, 1992
- Wilhelm Furtwängler, Klavierquintett, avec Quatuor Sine Nomine, Timpani, 1993
- Wilhelm Furtwängler, Sonate Pour Violon & Piano Nº 1, avec Dong-Suk Kang, Timpani, 1995
- Louis Vierne, Poème pour piano & orchestre Op. 50, avec Orchestre philharmonique de Liège et Pierre Bartholomée,Timpani, 1996
- Louis Vierne, Mélodies, avec Mireille Delunsch et Christine Icart, Timpani, 1997
- Bohuslav Martinů, Oeuvres pour ensembles, avec solistes de l'Orchestre philharmonique du Luxembourg et Jacques Tchamkerten, Timpani, 2000
- Gabriel Dupont, Poème Pour Piano Et Cordes, La Maison Dans Les Dunes, avec Quatuor Louvigny, Timpani, 2003
- Louis Vierne, Mélodies (vol. 2), avec Mireille Delunsch, Timpani, 2004
- Louis Vierne, Poèmes de l'amour Op. 48, Les roses blanches de la lune, Stances d'amour et de rêve, L'heure du berger, avec Mireille Delunsch, Timpani, 2005
- Henri Duparc, Les Mélodies, avec Mireille Delunsch et Vincent Le Texier, Timpani, 2010
- Vincent d'Indy, Sonate pour piano et violon, avec Alexis Galperine, Timpani, 2013
- Joseph-Guy Ropartz, Sonate pour violon et piano n°2, avec Nicolas Dautricourt, Sonate pour violoncelle et piano n°2, avec Raphaël Pidoux, Sonatine pour flûte et piano, avec Juliette Hurel, Timpani, 2013